# تارنوف
تارنوف (بالإنجليزية: Tarnów)‏ هي مدينة مع صلاحيات بووتيس ‏ تقع في بولندا في محافظة بولندا الصغرى.[بحاجة لمصدر] يقدر عدد سكانها بـ 112,478 نسمة ومساحتها 72.4 كم2 .

## المناخ
يظهر الجدول التالي التغييرات المناخية على مدار السنة لتارنوف:
| البيانات المناخية لـتارنوف        | البيانات المناخية لـتارنوف | البيانات المناخية لـتارنوف | البيانات المناخية لـتارنوف | البيانات المناخية لـتارنوف | البيانات المناخية لـتارنوف | البيانات المناخية لـتارنوف | البيانات المناخية لـتارنوف | البيانات المناخية لـتارنوف | البيانات المناخية لـتارنوف | البيانات المناخية لـتارنوف | البيانات المناخية لـتارنوف | البيانات المناخية لـتارنوف | البيانات المناخية لـتارنوف |
| الشهر                             | يناير                      | فبراير                     | مارس                       | أبريل                      | مايو                       | يونيو                      | يوليو                      | أغسطس                      | سبتمبر                     | أكتوبر                     | نوفمبر                     | ديسمبر                     | المعدل السنوي              |
| --------------------------------- | -------------------------- | -------------------------- | -------------------------- | -------------------------- | -------------------------- | -------------------------- | -------------------------- | -------------------------- | -------------------------- | -------------------------- | -------------------------- | -------------------------- | -------------------------- |
| الدرجة القصوى °م (°ف)             | 15.8 (60.4)                | 20.6 (69.1)                | 25.1 (77.2)                | 29.9 (85.8)                | 32.8 (91.0)                | 34.5 (94.1)                | 36.6 (97.9)                | 38.2 (100.8)               | 36.8 (98.2)                | 26.9 (80.4)                | 22.0 (71.6)                | 19.5 (67.1)                | 38.2 (100.8)               |
| متوسط درجة الحرارة الكبرى °م (°ف) | 2.3 (36.1)                 | 4.3 (39.7)                 | 8.7 (47.7)                 | 15.5 (59.9)                | 20.5 (68.9)                | 23.6 (74.5)                | 25.4 (77.7)                | 24.5 (76.1)                | 19.4 (66.9)                | 14.3 (57.7)                | 8.2 (46.8)                 | 3.1 (37.6)                 | 14.1 (57.4)                |
| المتوسط اليومي °م (°ف)            | −0.4 (31.3)                | 1.0 (33.8)                 | 4.6 (40.3)                 | 10.1 (50.2)                | 14.7 (58.5)                | 17.5 (63.5)                | 19.8 (67.6)                | 18.8 (65.8)                | 14.2 (57.6)                | 10.2 (50.4)                | 5.3 (41.5)                 | 0.7 (33.3)                 | 9.7 (49.5)                 |
| متوسط درجة الحرارة الصغرى °م (°ف) | −2.9 (26.8)                | −2.2 (28.0)                | 0.5 (32.9)                 | 4.6 (40.3)                 | 8.9 (48.0)                 | 12.0 (53.6)                | 14.2 (57.6)                | 13.2 (55.8)                | 9.0 (48.2)                 | 6.1 (43.0)                 | 2.6 (36.7)                 | −1.7 (28.9)                | 5.4 (41.7)                 |
| أدنى درجة حرارة °م (°ف)           | −30.8 (−23.4)              | −29.9 (−21.8)              | −21.9 (−7.4)               | −8.6 (16.5)                | −3.0 (26.6)                | 0.7 (33.3)                 | 3.8 (38.8)                 | 1.9 (35.4)                 | −4.9 (23.2)                | −8.3 (17.1)                | −17.1 (1.2)                | −25.2 (−13.4)              | −30.8 (−23.4)              |
| الهطول مم (إنش)                   | 32 (1.3)                   | 31 (1.2)                   | 35 (1.4)                   | 40 (1.6)                   | 55 (2.2)                   | 77 (3.0)                   | 81 (3.2)                   | 70 (2.8)                   | 49 (1.9)                   | 43 (1.7)                   | 38 (1.5)                   | 40 (1.6)                   | 591 (23.3)                 |
| متوسط أيام هطول الأمطار           | 15                         | 12                         | 13                         | 8                          | 9                          | 11                         | 12                         | 13                         | 10                         | 12                         | 13                         | 13                         | 141                        |
| متوسط الرطوبة النسبية (%)         | 85                         | 84                         | 80                         | 69                         | 64                         | 69                         | 70                         | 71                         | 73                         | 75                         | 79                         | 85                         | 75                         |
| ساعات سطوع الشمس الشهرية          | 44                         | 58                         | 112                        | 159                        | 200                        | 216                        | 215                        | 202                        | 155                        | 111                        | 59                         | 39                         | 1٬570                      |
| المصدر:                           |                            |                            |                            |                            |                            |                            |                            |                            |                            |                            |                            |                            |                            |

## المدن التوأمة
مدن نوفي سونتس، ترنتشين، Kiskőrös وشوتان هي مدن توأمة لـتارنوف.

## أعلام
- مايكل هيلر
- يوسف بم
- إيغناس جيلب
- ماتيوز كليتش
- بارتوش كابوستكا